# Чинара на скале
«Чинара на скале» (другое название Айсулу) — советский художественный фильм, снятый режиссёром Султаном-Ахметом Ходжиковым в 1965 году на киностудии Казахфильм.
Фильм снят по мотивам неоконченного романа Мухтара Ауэзова «Племя младое».
Премьера фильма состоялась 10 апреля 1967 года.

## Сюжет
Фильм о нравственном становлении человека.
В газета «Новое поколение» от 17 августа 2007 № 32 профессор искусствоведения, киновед Бауыржан Ногербек писал

Кинодрама «Чинара на скале» — это своего рода монтаж легенды о красавице Айсулу, пожертвовавшей собой во имя спасения от голода своих сородичей, и современной остро драматичной истории девушки, ставшей жертвой сплетен и предрассудков из-за малодушия, трусости и морального предательства двух её мужчин. Содержательно-тематическая основа фильма Султана Ходжикова проста — эта история о морально-нравственном преступлении двух мужчин, волей судеб повстречавших на своем жизненном пути одну красивую, своевольную девушку по имени Айсулу. В «Чинаре на скале» на экране происходит не фигуральное, а психологическое насилие над личностью девушки, носящей имя легендарной героини из мифологического сказания. И весь основной сюжетно-фабульный ряд фильма разворачивается в пещере, у скалы с одинокой чинарой, где, согласно легенде, прекрасная Айсулу, сохраняя верность возлюбленному, в отчаянии бросилась вниз. Утром после бессонной ночи покаяния соучастники современной драмы, стоя у края отвесной скалы, мысленно просят прощения за свои грехи.— газета "Новое поколение" от 17 августа 2007 №32

## В ролях
- Сергей Папов — Карпов, секретарь обкома (дублирует Алексей Алексеев)
- Гулбахрам Адилова — Айслу (дублирует Ольга Красина)
- Нурмухан Жантурин — Ильяс (дублирует Феликс Яворский)
- Идрис Ногайбаев — Сагит Шенгелбаев (дублирует Станислав Чекан)
- Елюбай Умурзаков — Мулла (нет в титрах)
- Замзагуль Шарипова — прокурор (нет в титрах)
- Канабек Байсеитов — эпизод (нет в титрах)

## Съёмочная группа
- Режиссёр-постановщик : Султан-Ахмет Ходжиков
- Сценарист: Калтай Мухамеджанов, Султан-Ахмет Ходжиков
- Оператор-постановщик: Асхат Ашрапов
- Композитор : Эдуард Хагагортян
- Художник-постановщик: Юрий Вайншток
- Звукооператор: К. Кусаев
- Режиссёр: Цой Гук Ин
- Монтаж: Г. Багаутдинова
- Грим: В. Морякова
- Оператор: В. Чуря
- Художник-декоратор: Е. Феллер
- Комбинированные съёмки: В. Осенников (оператор), К. Ходжиков (художник)
- Редакторы: К. Шангитбаев, А. Сулейменов
- Симфонический оркестр Госкомитета по кинематографии
- Дирижёр: А. Ройтман
- Директор картины: З. Бошаев